# 悪魔の門
座標: 北緯44度29分 東経135度26分 / 北緯44.483度 東経135.433度

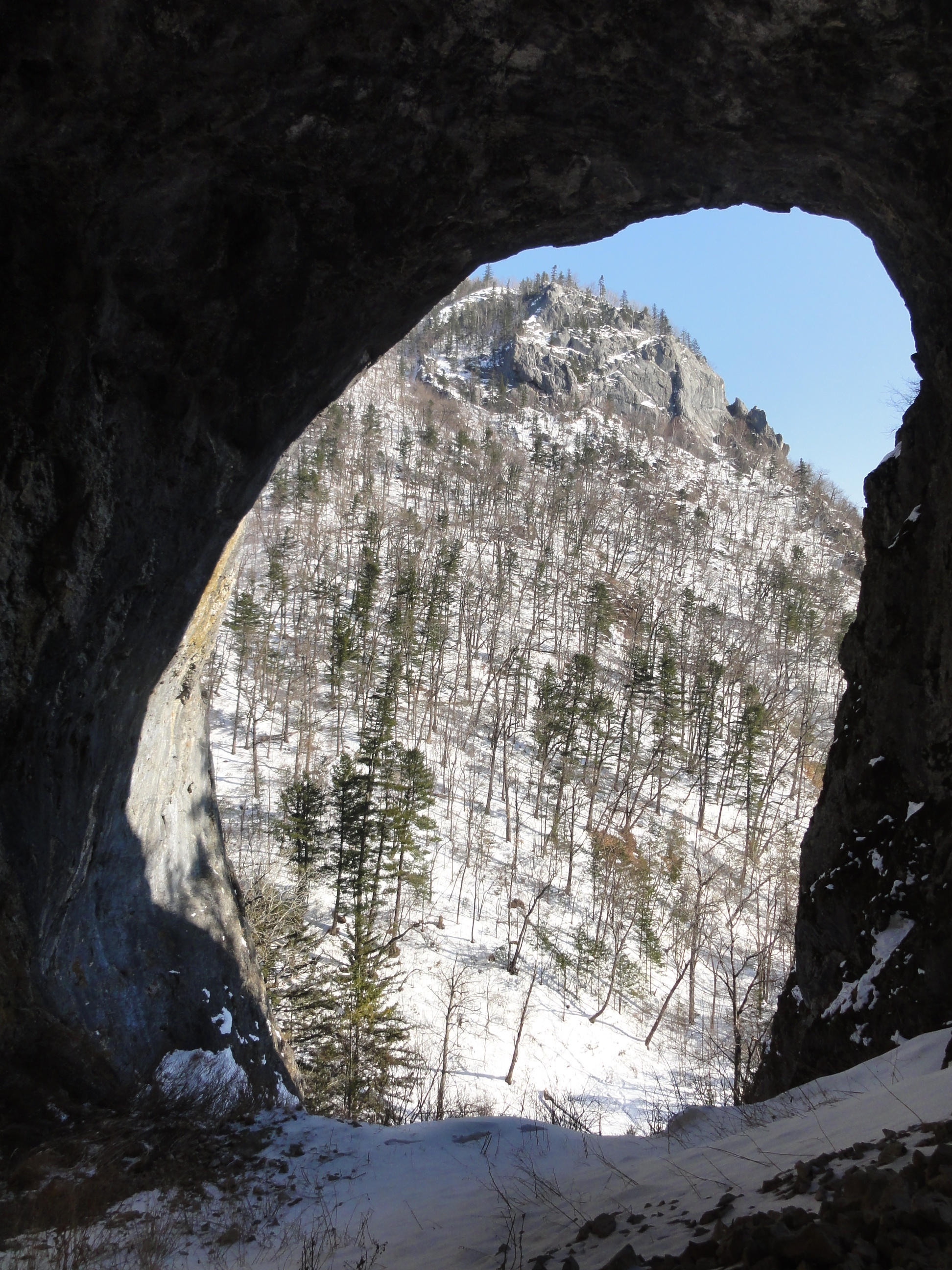
悪魔の門洞窟入口

悪魔の門（あくまのもん、英: Devil’s Gate Cave、露: Пещера Чертовы Ворота ペシチェラチェルトーヴヴォロータ）は、ロシアウラジオストクの上方にあるアムール川流域の沿海地方（プリモルスキー地方）で確認されている洞窟である。別称、チェルトーヴヴォロータ洞窟（Chertovy Vorota Cave、血まみれの門の洞窟）。チェルトーヴヴォロータはロシアの沿海州ダリネゴルスクから約12キロメートル離れた、シホテアリニ山脈に位置するカルスト地形に出来た洞窟で、ルドナヤ川の支流であるクリヴァヤ川から約35メートル石灰岩の崖を登った辺りにある。この洞窟は新石器時代の遺跡でもあり、織物の存在を証明する考古学的証拠のうち最も古い物の幾つかがここで発見されている。

## 人骨の発見
洞窟は長さ約45メートル（148フィート）の空洞と、その奥にあるいくつかの細長い空洞で構成されている。1973年に初めて考古学的な発掘が行われるまでは、何度も略奪されている。遺跡からは約600点の石器、骨、貝殻、700点の土器片、700点以上の動物の骨が出土している。 また、悪魔の門からは、茶緑色のヒスイで作られた厚さ0.6cm、直径5.2cm（2インチ）のヒスイの円盤が出土している。洞窟内からは、タヌキ、ヒグマ、ツキノワグマ、イノシシ、アナグマ、アカシカ、魚類、軟体動物の貝殻などの遺体が発見されている。（出典：Kuzmin, Yaroslav V. (1997). “Vertebrate Animal Remains from Prehistoric and Medieval Settlements in Primorye (Russian Far East)”. International Journal of Osteoarchaeology 7 (2):  172–180. doi:10.1002/(SICI)1099-1212(199703)7:2<172::AID-OA333>3.0.CO;2-1. ISSN 1047-482X.）
7体の人骨が洞窟の中で発見され、その内の2体、DevilsGate1とDevilsGate2の頭蓋骨を用いて直接年代測定が行われ、紀元前5726年-紀元前5622年という結果が得られた。当初、出土人骨の形態学的調査に基づいて、7体のうち3体は成人男性のもの、2体は成人女性のもの、1体は約12歳～13歳の未成年のもの、1体は約6歳～7歳の小児のものと推定された。しかし、未成年のものと推定された人骨以外の6体について、DNAの解析が行われ、形態学的知見により成人男性のものと推定されていた3体の人骨のうち、2体が実は女性のもので、更に1体の小児も女児だったという事が判明した。すなわち今のところ、発見された7体の人骨のうち5体が女性、1体が男性、1体が未だにDNA解析が行われていないか或いはその結果が発表されていない。
MtDNAハプログループについては、成人男性1体、男性と誤認された成人女性1体、そして元より成人女性と推定されていた成人女性1体がハプログループD4mに属している。ハプログループD4mは現在、樺太（サハリン）島のニヴフで多く見られ、日本人、ウリチ人、ユカギール人、エヴェン人、エヴェンキ人、ヤクート人、ドルガン人、モンゴル人、ブリヤート人、アルタイ人、トゥヴァ人、ウイグル人、キルギス人でもある程度見られる。残る女児1体、男性と誤認された成人女性1体、そして元より成人女性と推定されていた成人女性1体については、mtDNAハプログループが先述のハプログループD4mも含むハプログループD4まで断定できている。ハプログループD4は現在、中央アジア、（チベット及び華北を含む）北東アジア、アメリカ州の先住民族に広く見られ、特に日本人や朝鮮民族などでは最も高頻度で観察され、多様性に富んだ古い型である。
1体の成人男性のY染色体ハプログループについては、北東アジアが起源と思われるハプログループC2-M217に属し、更に、現在のカザフ、モンゴル、シベリア先住民、北アメリカ先住民に多いC2b-F6273/Y6704/Y6708という一派に属しているという結果が得られた。
核DNAの解析を行ったところ、チェルトーヴヴォロータ出土の2体の人骨は比較可能なデータのある全てのヒトゲノム（古代人のものも現代人のものも含む）のうち、アムール川下流域に居住するツングース系民族のウリチのDNAに最も似ていた。同じくツングース系民族でアムール川中流域に居住するナナイ、アムール川上流域に居住するオロチョンとも似ているが、遠く離れたタイミル半島のガナサン人、朝鮮半島の朝鮮・韓国人、そして日本列島の日本人とも同程度遺伝的近似性が見られた。